# Zwarte Brug (Montferland)

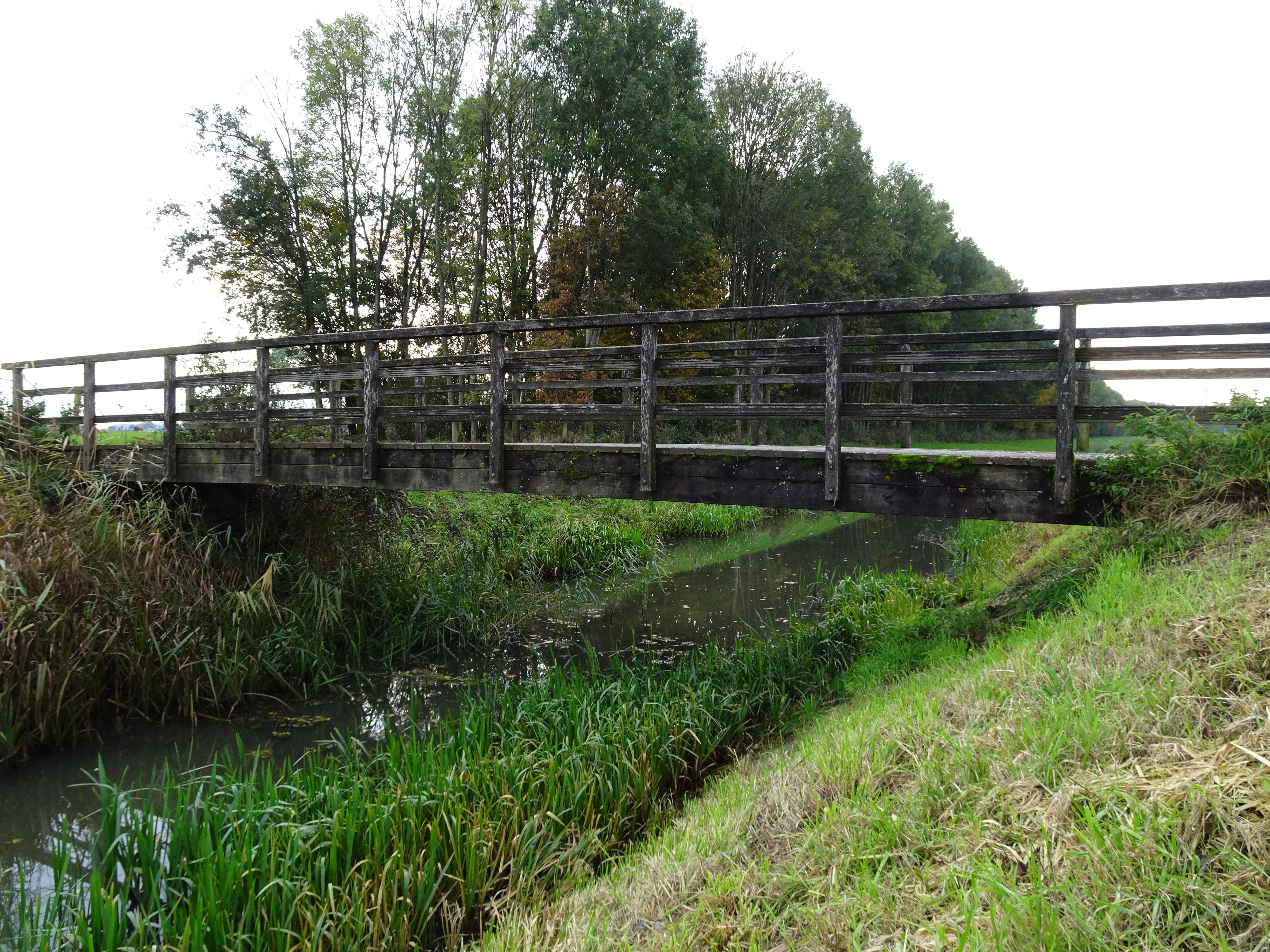
Zwarte Brug over het Grenskanaal

De Zwarte Brug is een voormalige en herstelde brug over het Netterdensch Kanaal / Grenskanaal (vroeger de Berghsche Wetering) tussen 's-Heerenberg en Lengel in de provincie Gelderland en aan Duitse zijde in de gemeente Emmerik. Het Netterdensch kanaal, even verderop 'Die Wild' geheten, vormt hier de Nederlandse rijksgrens met Duitsland.
De restanten van de oude Zwarte Brug hebben bestaan tot 1987. Toen werd de Berghsche Wetering opnieuw geprofileerd. De brug lag bij  grenspaal 704. De brug had haar naam niet te danken aan zwarte handel of smokkel, maar aan het zwart geteerde hout waaruit ze bestond. De naam voor deze brug op topografische kaarten tussen 1883 en 1955 was 'Emmenhorster Brug'. Het oudste teken van het bestaan van deze brug dateert uit 1878. In 1945, aan het einde van de Tweede Wereldoorlog, werd de brug opgeblazen door Duitse soldaten. 
In de jaren 1990 werd op deze plaats een nieuwe houten brug gerealiseerd. Het Nederlandse fietspad is hier ten einde. Aan Duitse zijde verbreedt het pad zich tot een landweg langs enkele boerderijen, kruist middels een viaduct de A3 en loopt door het Emmerikse Ortsteil Klein-Netterden naar de Speelberger Straße.

## Afbeeldingen

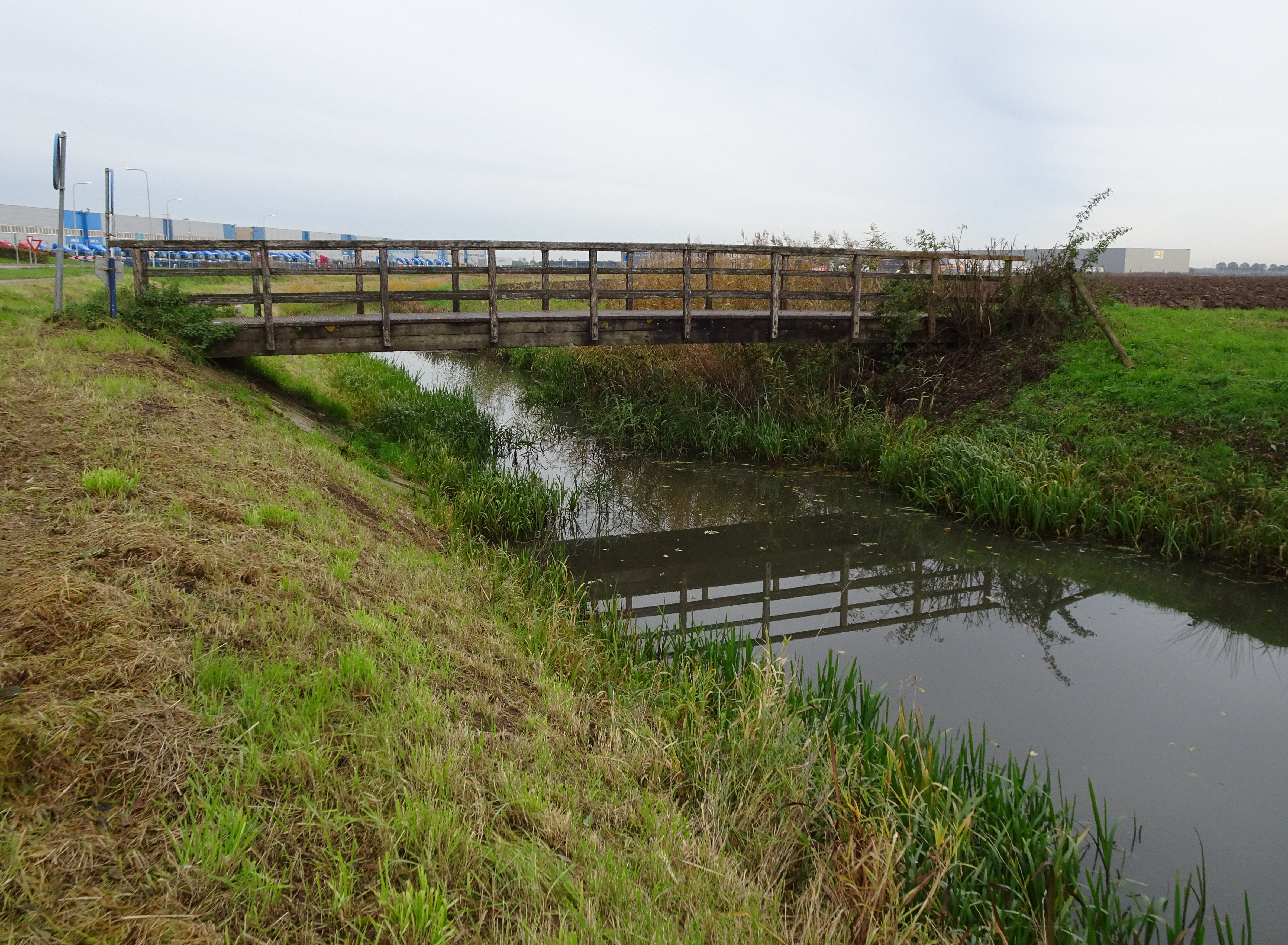
Zwarte Brug in 2019
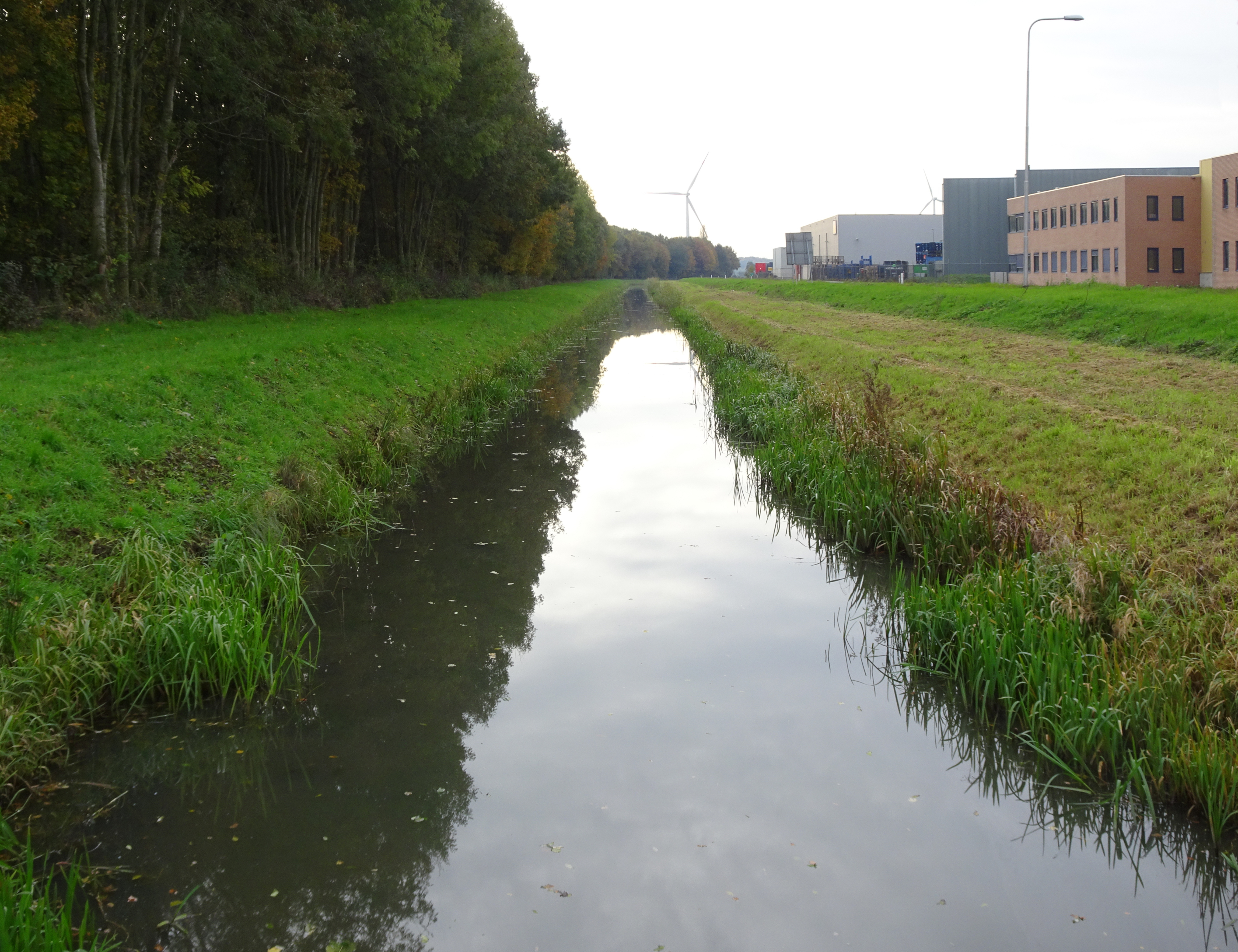
Grenskanaal bij de Immenhorst